# Suspensie (topologie)

Suspensia unui cerc. Spațiul inițial este cel albastru, iar punctele de reducere sunt verzi.

În topologie, o ramură a matematicii, suspensia unui spațiu topologic X se obține intuitiv prin alungirea lui X într-un cilindru și apoi reducerea ambelor fețe de capăt (baze) la puncte. X este văzut ca fiind „suspendat” între aceste puncte.
Spațiul SX este uneori numit spațiul neredus, fără bază sau suspendat liber al lui X, pentru a-l distinge de suspensia redusă ΣX  a unui spațiu punctat descris mai jos.
Suspensia redusă poate fi utilizată pentru a construi un omomorfism din grupurile de omotopie⁠(d), căruia i se aplică teorema suspensiei Freudenthal. În teoria omotopiei⁠(d) fenomenele care sunt conservate prin suspensie într-un sens adecvat alcătuiesc teoria omotopiei stabile⁠(d).

## Definiția și proprietățile suspensiei
Suspensia {\displaystyle SX} unui spațiu topologic {\displaystyle X} este spațiul definit ca:
{\displaystyle SX=v_{0}\cup _{p_{0}}(X\times [0,1])\cup _{p_{1}}v_{1}\ =\ \varinjlim _{i\in \{0,1\}}{\bigl (}(X\times [0,1])\hookleftarrow (X\times \{i\})\xrightarrow {p_{i}} v_{i}{\bigr )},}
unde fiecare {\displaystyle v_{i}} este un punct, iar {\displaystyle p_{i}} este proiecția acestui punct.
Asta înseamnă că suspensia {\displaystyle SX} este rezultatul atașării cilindrului {\displaystyle X\times [0,1]} pe fețele sale, {\displaystyle X\times \{0\}} și {\displaystyle X\times \{1\}}, la punctele {\displaystyle v_{i}} de-a lungul proiecțiilor {\displaystyle p_{i}:{\bigl (}X\times \{i\}{\bigr )}\to v_{i}}.
Se poate vedea suspensia ca două conuri având baza X lipite împreună pe bazele lor. Este, de asemenea, homeomorf cu cuplajul {\displaystyle X\star S^{0},} unde {\displaystyle S^{0}} este un spațiu discret cu două puncte.
În termeni aproximativi, S mărește dimensiunea unui spațiu cu unu: de exemplu, pentru n ≥ 0 se trece de la o n-sferă la o (n+1)-sferă.
Având o aplicație continuă {\displaystyle f:X\rightarrow Y}, există o aplicație continuă {\displaystyle Sf:SX\rightarrow SY} definită de {\displaystyle Sf([x,t]):=[f(x),t],} unde parantezele pătrate denotă clasele de echivalență. Aceasta face din {\displaystyle S} un functor din categoria spațiilor topologice în sine.

## Suspensie redusă
Dacă X este un spațiu punctat cu punctele de bază x0, există o variantă la suspensie, care uenori este mai folositoare. Suspensia 'redusă' sau suspensia bazată ΣX a lui X este spațiul cât:
{\displaystyle \Sigma X=(X\times I)/(X\times \{0\}\cup X\times \{1\}\cup \{x_{0}\}\times I)}.
Asta este echivalent cu a considera SX și a reduce dreapta (x0 × I ) contopind cele două puncte de capăt într-unul singur. Punctul de bază a spațiului punctat ΣX este clasa de echivalență a lui (x0, 0).
Se poate arăta că suspensia redusă a lui X este homeomorfă cu smash-produsul⁠(d) lui X cu cercul trigonometric S1:
{\displaystyle \Sigma X\cong S^{1}\wedge X}
Pentru spațiile comune, cum ar fi CW complexele, suspensia redusă a lui X este echivalentă omotopic cu suspensia nebazată.